# Viktoria Listunova
Viktoria Viktorovna Listunova é uma ginasta russa. Ela representou o Comitê Olímpico Russo nos Jogos Olímpicos de Verão de 2020 e ganhou a medalha de ouro no Evento por equipes. Ela fez parte da equipe que conquistou o ouro no Campeonato Mundial Júnior. Individualmente, ela é campeã mundial júnior de 2019 e campeã no exercício de solo, a campeã europeia geral de 2021 e a campeã nacional russa de 2021.

## Vida pessoal
Listunova nasceu em Moscou, Rússia, em 12 de maio de 2005. Em abril de 2018 ela apareceu no show de talentos russo Blue Bird. Em 2019, ela recebeu o título de Candidata a Master of Sport na Federação Russa.

## Carreira

### Júnior

#### 2018
Listunova teve sua primeira aparição internacional no Intertational Gymnix em março de 2018, no qual ficou em 3º lugar no individual geral, atrás de Zoé Allaire-Bourgie do Canadá e Asia D'Amato da Itália. Na final por aparelhos, ela ganhou o ouro no solo e a prata nas paralelas assimétricas, atrás da compatriota Elena Gerasimova, e ficou em 6º na trave e 8º no salto.
Em junho, ela competiu no Campeonato Nacional Russo. Listunova conquistou o ouro no individual geral, nas paralelas e no solo, além da prata no salto, atrás de Angelina Kosynkina, e do bronze na trave, atrás de Yulia Nikolayeva e Sofia Koroleva.
Em dezembro, Listunova disputou a Copa Voronin, na qual ganhou a prata no individual geral, atrás de Vladislava Urazova. Na final por aparelhos, conquistou a prata no solo, também atrás de Urazova, o bronze no salto, atrás de Urazova e Darya Yassinskaya do Cazaquistão e finalizou em 4º lugar nas paralelas.

#### 2019

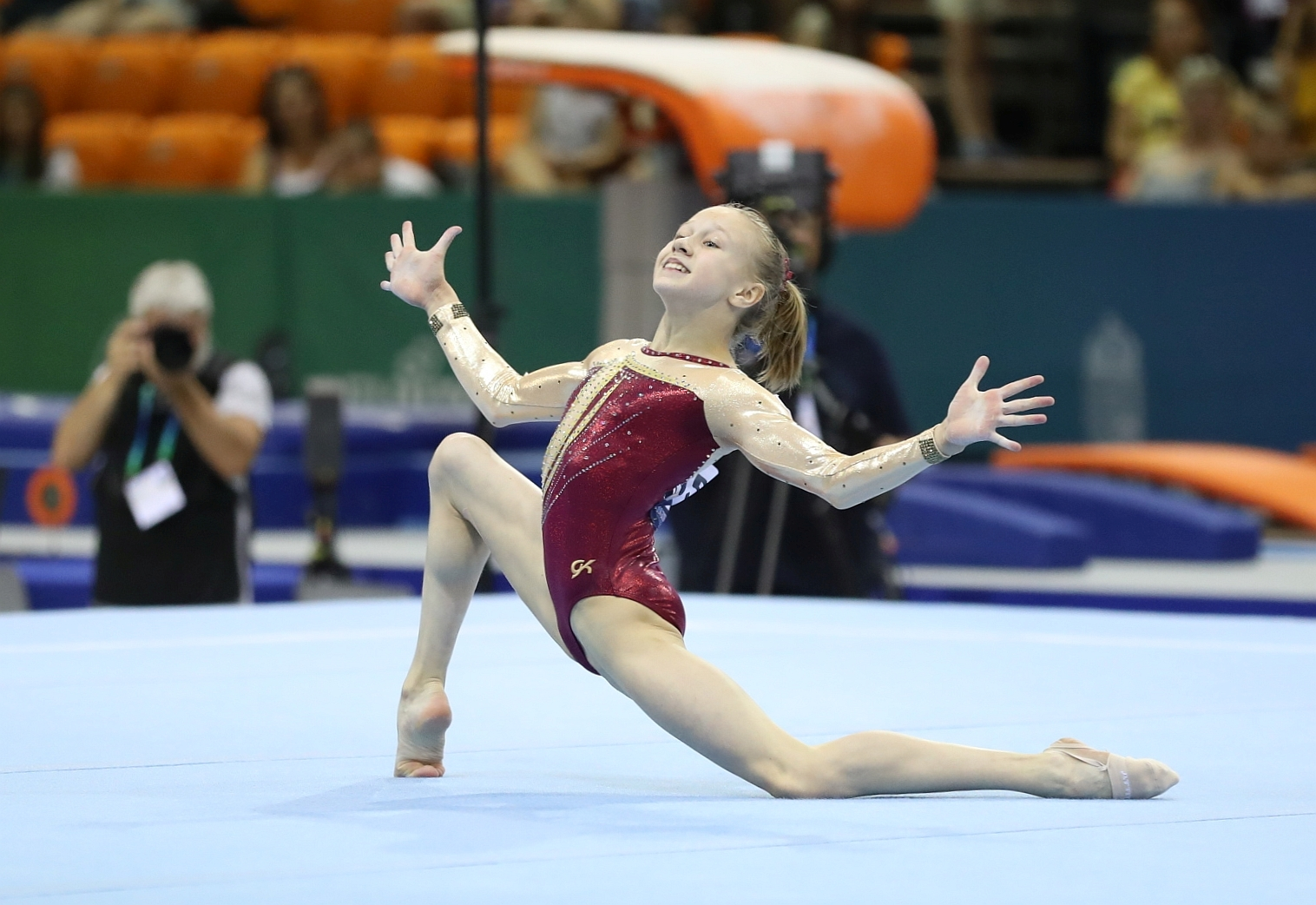
Listunova no Campeonato Mundial Juvenil de 2019

Listunova competiu no Troféu da Cidade de Jesolo. Ela ajudou a Rússia a ganhar o ouro na final por equipes, ganhando do time dos Estados Unidos. Na final por aparelhos, ganhou o ouro na trave e solo, além da prata no salto.
Em maio, ela competiu no Campeonato Nacional Russo, no qual ganhou a prata no individual geral, atrás de Vladislava Urazova. Listunova também se classificou para 3 finais por aparelhos, e conquistou o ouro no solo, prata no salto e bronze na trave de equilíbrio.
Em junho, Listunova competiu no primeiro Campeonato Mundial Júnior, ao lado de Vladislava Urazova e Elena Gerasimova. Juntas, ganharam o ouro na final por equipes, finalizando a prova 2.157 pontos à frente da China, que ficou em segundo lugar. Individualmente, conquistou o ouro no individual geral, e nas finais por aparelhos ganhou a prata nas paralelas, ficando atrás de Urazova, finalizou em 8º no salto e ganhou o ouro no solo, sendo a única ginasta a pontuar mais de 14 pontos.
Em julho, ela disputou o Festival Olímpico Júnior Europeu, ao lado de Yana Vorona e Irina Komnova. Listunova ajudou a Rússia a conquistar o ouro na final por equipes, e individualmente, se classificou em primeiro lugar no individual geral. A ginasta repetiu o feito durante a final e ganhou o ouro, ficando à frente da britânica Ondine Achampong e de Vorona. Na final por aparelhos, ganhou o ouro no salto, paralelas e solo, e finalizou em 7º lugar na trave após ter uma queda durante sua performance.
Listunova competiu no Elite Gym Massilia em novembro, onde ganhou o ouro no solo, a prata no individual geral, ficando atrás de Vorona e ficou em 5º na trave de equilíbrio.

### Sênior

#### 2021
Listunova se tornou uma ginasta sênior em 2021 e fez sua primeira aparição nessa categoria no Campeonato Nacional Russo, em março. Na qualificatória, ela pontuou 57.566, tendo a maior pontuação do dia. Na final, a ginasta pontuou 56.598 e teve a segunda maior pontuação, ficando atrás de Vladislava Urazova, segunda colocada nas classificatórias. Contudo, a soma de suas pontuações foi maior que a de Urazova, o que fez com que Listunova se tornasse a campeã nacional. Na final por aparelhos, ela foi a única ginasta a se classificar para as 4 finais, e ganhou o ouro na trave, além da prata das paralelas, atrás de Urazova, e no solo, ficando atrás de Angelina Melnikova.
Em abril, foi anunciado que Listunova faria sua primeira aparição internacional como ginasta sênior no Campeonato Europeu, na Basiléia, Suiça, ao lado de Melnikova, Urazova e Elena Gerasimova. Na qualificatória, Listunova finalizou a prova em 2º lugar no individual geral, atrás de Melnikova. Por se classificar em 2º entre ginastas que não ajudaram a classificar um time ou se classificaram individualmente para os Jogos Olímpicos, Listunova ganhou uma vaga olímpica adicional para a Rússia. Ela também se classificou para a final de solo. Na final do individual geral, Listunova conquistou o ouro, à frente de Melnikova e Jessica Gadirova. Listunova se tornou a segunda mulher a ganhar o individual geral no Campeonato Europeu no seu primeiro ano como ginasta sênior, algo conquistado apenas em 1975 por Nadia Comăneci da Romênia.
Listunova disputou a Copa da Rússia em junho. Durante as qualificatórias, ficou em 3º lugar, atrás de Melnikova e Urazova, após ter quedas na trave e no solo. Na final do individual geral, porém, a ginasta ficou em 1º lugar, conquistando o ouro. Após a competição, Valentina Rodionenko, técnica da categoria sênior do time de ginástica artística russo, anunciou que Listunova estaria no time olímpico, ao lado de Melnikova e Urazova.
Nos Jogos Olímpicos, Listunova se classificou para a final de solo. Ela teve uma pontuação suficiente para se classificar para a final do individual geral e das paralelas, mas não conseguiu devido à restrição de duas ginastas por país, uma vez que suas compatriotas tiveram pontuações maiores. Também, ela ajudou o time do Comitê Olímpico Russo a se classificar no surpreendente primeiro lugar, à frente dos Estados Unidos. Durante a final por equipes, Simone Biles se retirou da prova após o salto; Listunova competiu em todos os aparelhos, exceto salto. Apesar das colegas de time Urazova e Melnikova terem caído da trave de equilíbrio, o time russo teve uma boa performance nos outros aparelhos e conquistou o ouro, com mais de 3 pontos acima do time americano, que ficou em segundo lugar. Na final do solo, Listunova pisou para fora do tablado no seu primeiro passe e caiu no segundo, fazendo com que ela ficasse em 8º lugar;
Em setembro, foi revelado que Listunova não competiria no Campeonato Mundial, devido à recuperação de uma lesão no cotovelo.

## Histórico competitivo

### Juvenil
| Ano  | Evento                           | Equipe          | AA                | VT                | UB               | BB                | FX               |
| ---- | -------------------------------- | --------------- | ----------------- | ----------------- | ---------------- | ----------------- | ---------------- |
| 2018 | International Gymnix             |                 | Medalha de bronze | 8                 | Medalha de prata | 6                 | Medalha de ouro  |
| 2018 | Campeonato Russo                 |                 | Medalha de ouro   | Medalha de prata  | Medalha de ouro  | Medalha de bronze | Medalha de ouro  |
| 2018 | Copa Voronin                     |                 | Medalha de prata  | Medalha de bronze | 4                |                   | Medalha de prata |
| 2019 | Troféu da Cidade de Jesolo       | Medalha de ouro | 4                 | Medalha de prata  |                  | Medalha de ouro   | Medalha de ouro  |
| 2019 | Campeonato Russo                 |                 | Medalha de prata  | Medalha de prata  |                  | Medalha de bronze | Medalha de ouro  |
| 2019 | Campeonato Mundial Juvenil       | Medalha de ouro | Medalha de ouro   | 8                 | Medalha de prata |                   | Medalha de ouro  |
| 2019 | Festival Olímpico Júnior Europeu | Medalha de ouro | Medalha de ouro   | Medalha de ouro   | Medalha de ouro  | 7                 | Medalha de ouro  |
| 2019 | Elite Gym Massilia               |                 | Medalha de prata  |                   |                  | 5                 | Medalha de ouro  |

### Sênior
| Ano  | Evento              | Equipe          | AA              | VT               | UB               | BB              | FX               |
| ---- | ------------------- | --------------- | --------------- | ---------------- | ---------------- | --------------- | ---------------- |
| 2021 | Campeonato Nacional | Medalha de ouro | Medalha de ouro | Medalha de prata | Medalha de prata | Medalha de ouro | Medalha de prata |
| 2021 | Campeonato Europeu  |                 | Medalha de ouro |                  |                  |                 | 7                |
| 2021 | Copa da Rússia      |                 | Medalha de ouro |                  | 4                | 8               | 7                |
| 2021 | Jogos Olímpicos     | Medalha de ouro |                 |                  |                  | R2              | 8                |